# Ritmo Amor e Poesia
Ritmo Amor e Poesia é o álbum de estréia do grupo brasileiro de rap Sampa Crew, lançado em 1990.

## Descrição
Em 1990, foi lançado o primeiro álbum do Sampa Crew, do selo Kaskatas Records, Em Ritmo Amor e Poesia, o Grupo Sampa Crew estréia com músicas inéditas, depois da participação na coletânea Som Das Ruas lançada em 1987.

## Faixas
Lado A
| # | Título                      | Autor(es)               |
| - | --------------------------- | ----------------------- |
| 1 | "A.E.I.O.U (Melo do Mobral) | J.C Sampa, DJ Alam Beat |
| 2 | "Eterno Amor"               | J.C Sampa, DJ Alam Beat |
| 3 | "Eu não sei dançar o Rock"  | J.C Sampa, DJ Alam Beat |
| 4 | Manequim                    | J.C Sampa, DJ Alam Beat |
| 5 | Não Mate a Mata             | J.C Sampa, DJ Alam Beat |

Lado B
| 6 | O Que Você Quer      | J.C Sampa, DJ Alam Beat |
| 7 | R.A.P Beat           | J.C Sampa, DJ Alam Beat |
| 8 | Rap Amar             | J.C Sampa, DJ Alam Beat |
| 9 | Ritmo, Amor e Poesia | J.C Sampa, DJ Alam Beat |